# Drakenbloed (stripverhaal)
Drakenbloed (Frans: Le Sang du Dragon) is een stripserie van Jean-Luc Istin, Guy Michel en Sandrine Cordurié. De serie wordt in Nederland uitgegeven door Silvesterstrips. Het eerste deel uit de serie werd uitgegeven in maart 2008.

## Verhaallijn
De serie vertelt het verhaal van de piratenkapitein Hannibal Meriadec, die samen met zijn bemanning op zoek gaat naar de legendarische Drakenbloedboom. Het speelt zich af in 1707.

### Eerste Cyclus: De Schat van Mell Talec

##### Deel 1: Voorbij de Nevel
In dit deel vertelt Hannibal zijn bemanningsleden over de schat van kapitein Mell Talec, een legendarische Korrigan (soort Elf). Deze wist met behulp van een kaart door verschillende dimensies, de werelden van Sidh, te reizen en kon zo met gemak honderden schepen aanvallen en een grote buit bijeen schrapen. 
Hannibal wil op zoek naar deze schat, maar daarvoor zullen ze de kaart nodig hebben die in het bezit is van Elfen. Het is Hannibal echter gelukt om twee van deze wezens te ontvoeren; Dame Elween en haar jongere broer. Met hen kan Hannibal hun moeder, die tevens de koningin der Elfen is, overhalen hem de kaart te geven. 
Als ze echter met de kaart terugkomen van Scissy, het eiland van de elfen, besluit Elween aan boord van Hannibals schip, de Mac Lir te blijven. Diezelfde avond wordt het schip voor Saint Malo aangevallen door de Franse marine, onder leiding van Luitenant Mallert. De piraten worden gevangengenomen, maar Elween weet te ontkomen.

##### Deel 2: De Steen van Gaëldenn
In de gevangenis van Fort Royal vertelt Hannibal Meriadec over de steen van Gaëldenn, een steen die ze nodig zullen hebben om de kaart van de Werelden van Sidh te lezen. De steen was echter in het bezit van Dame Igilt die hem meenam in haar graf. 
De piraten worden bevrijd door dame Elween. Omdat ze geen schip meer hebben zullen ze het moeten doen met een kleine vissersboot. Ze vertrekken naar de baai van Dourdue, waar Igilt zou zijn begraven.
De volgende ochtend ontdekt Mallert dat de piraten ontsnapt zijn, maar de graaf van Cagliostro, een oude bekende van Hannibal, denkt te weten wat Hannibal van plan is. Onder leiding van de graaf en luitenant Mallert vertrekt de Mary Morgane, een Frans schip, richting Dourdue.
Ondertussen zijn de piraten bij het graf van Igilt aangekomen, maar de vrouw ligt niet in haar graf. Ze is veranderd in een soort Zombie en draagt de steen om haar nek. Hannibal onthoofdt haar en neemt de steen mee. Als ze de baai weer verlaten komen ze de Mary Morgane tegen. Aan boord ziet Hannibal de graaf van Cagliostro, waarna er een vreemde herinnering bij hem bovenkomt.

##### Deel 3: In naam van de Vader
De piraten kunnen nu de kaart lezen, en weten net op tijd door een poort een Sidh te betreden voor ze werden geramd door de Mary Morgane. Later zien ze een Engels schip. Ze enteren dit schip en verjagen de Engelse mariniers. Hierna zetten ze koers naar het eiland Ouessant. Intussen lijkt er ook liefde te bloeien tussen Hannibal en Elween.
Nadat Mallert en de graaf de piraten uit het oog zijn verloren, besluit de graaf van Cagliostro een vreemd ritueel uit te voeren waarbij hij dame Selenn oproept, een mysterieuze vrouw die hen de weg zal wijzen. Wel gebeuren er steeds vaker vreemde dingen aan boord van het Franse schip; er worden lijken van bemanningsleden gevonden, totaal uitgedroogd.
De volgende ochtend gaat Hannibal naar een kerkje om te biechten. Hij vraagt de dominee echter of hij zijn vader is. De dominee zegt van niet en vertelt dat hij jaren geleden wel verliefd was op Meriadecs moeder, die voor heks werd gehouden en verbrand nadat ze de schuld kreeg van vergiftiging. Vervolgens vertelt Hannibal zijn bemanningsleden dat de schat van Mell talec niet echt bestaat, maar hij eigenlijk op zoek is naar de legendarische drakenbloedboom, waarvan de sappen de kracht zouden hebben mensen onoverwinnelijk te maken. De volgende dag bezoekt de kapitein nog eens de dominee, die hem vertelt dat Hannibals echte vader Saint-Augustine is. Tegenwoordig is hij bekend als de Graaf van Cagliostro.

### Tweede Cyclus

##### Deel 4: Druïde Iweret
Na de schokkende ontdekking over zijn ware vader drinkt Hannibal tot ze bij hun volgende bestemming komen. Deze is een onbekend eiland waar, naar een verhaal dat Hannibal vertelt, ooit de Druïde Iweret woonde. Hij werd gedood door Lancelot. Hannibal weet dat Iweret de sleutel tot Gwhernzen (waar de Drakenbloedboom groeit) in het bezit van Iweret was, en daarom wil hij hem weer tot leven brengen. Dit lukt, maar de tovenaar blijkt minder vrijgevig dan gehoopt en er volgt een gevecht, waarin de ware aard van meneer Puck duidelijk wordt. Hij is namelijk een weerwolf. Uiteindelijk wordt Iweret verslagen.
Op de Mary Morgane worden meer uitgedroogde lijken gevonden. Luitenant Mallert weet zeker dat dame Selenn de dader is, maar hij vermoord haar niet, omdat ze hem weet te verleiden.

## Belangrijkste personages
- Hannibal Meriadec is de belangrijkste persoon in het verhaal. Hij is de kapitein van de Mac Lir, en heeft een houten been. Hij is op zoek naar het Drakenbloed.
- Dame Elween is de Elf die met de piraten meereist. Zij en Hannibal lijken in de loop van het verhaal verliefd te worden.
- De Graaf van Cagliostro is een mysterieuze edelman die achter Hannibal aanzit, omdat Hannibal Cagliostro's talisman heeft.
- Luitenant Mallert is een oude bekende van Hannibal, en wil hem koste wat kost op de brandstapel zien.
- Maclaw is Hannibals stuurman en beste vriend. Hij zwoer Hannibal te volgen tot de Poorten van de Hel en verder.
- Meneer Puck is een uitzonderlijk kleine man, en in het vierde deel wordt duidelijk waarom. Zijn echte naam is Alexander, maar hij veranderde op achtjarige leeftijd zijn naam toen zijn moeder hem wilde vermoorden. Hannibal nam hem onder zijn hoede. Door het drinken van een vergif werd Alexander een weerwolf, en stopte zijn groei op achtjarige leeftijd.
- Dame Selenn heeft wit haar en haar afkomst is onduidelijk. Het lijkt erop dat ze een soort geest is, die werd opgeroepen door de graaf van Cagliostro. In het vierde deel lijkt Mallert verliefd op haar te worden, hoewel ze de dader lijkt te zijn van mysterieuze moorden aan boord van zijn schip.